# Ardmair
Ardmair (Schots-Gaelisch: Àird-mheura) is een dorp in Ross and Cromarty in de Schotse Hooglanden aan de oevers van Loch Kanaird in de buurt van Ullapool.